# Jan Mauersberger
Jan Mauersberger (* 17. Juni 1985 in München) ist ein ehemaliger deutscher Fußballspieler. Er stand zuletzt beim TSV 1860 München unter Vertrag.

## Karriere

### Vereine
Jan Mauersberger spielte zunächst in der Fußballabteilung des TSV Großhadern, bevor er 1994 in die E-Jugend des FC Bayern München wechselte und in der Folge alle Jugendmannschaften durchlief. Mit den Bayern wurde er 2004 Deutscher A-Juniorenmeister. Von 2004 bis 2006 bestritt er für die Amateurmannschaft insgesamt 57 Spiele in der Regionalliga Süd. Sein Debüt gab er am 11. Oktober 2002 (11. Spieltag) beim 2:2-Unentschieden im Auswärtsspiel gegen die SV Elversberg, als er zur zweiten Halbzeit für Serkan Atak eingewechselt wurde. Kurz nach seiner ersten Berufung in den Bundesliga-Kader des FC Bayern München zog er sich im Herbst 2005 eine schwere Knieverletzung zu und kam daraufhin ein halbes Jahr nicht zum Einsatz. Während seiner Vereinszugehörigkeit bestritt er dennoch sechs Freundschaftsspiele, in denen er ein Tor erzielte.
Ab der Saison 2006/07 spielte Mauersberger für den Zweitligisten SpVgg Greuther Fürth, wobei er sein Debüt bereits am 17. September 2006 (4. Spieltag) beim 3:0-Auswärtserfolg über den FC Erzgebirge Aue gab, aber auf sein erstes Tor mehr als drei Jahre warten musste. Am 19. September 2009 (6. Spieltag) stellte er mit dem Tor zum 4:0 im Heimspiel gegen Rot-Weiß Oberhausen den Endstand her. Nach zunächst regelmäßigen Einsätzen für die Spielvereinigung kam er in der Hinrunde der Saison 2010/11 nur noch zu drei Kurzeinsätzen (Gesamtspielzeit drei Minuten). Daraufhin wechselte er in der Winterpause zum Ligakonkurrenten VfL Osnabrück, bei dem er einen bis Juni 2013 gültigen Vertrag unterzeichnete. Am Saisonende stieg er mit den Osnabrückern in die 3. Liga ab. Nach 22 Spielen und drei Toren in dieser wechselte er zur Saison 2012/13 zum Ligakonkurrenten Karlsruher SC, für den er am 21. Juli 2012 (1. Spieltag) beim 2:2-Unentschieden im Auswärtsspiel gegen den 1. FC Heidenheim debütierte. Als einziger Spieler des KSC stand er in allen 38 Punktspielen in der Startelf und stieg am Ende der Saison mit dem KSC in die 2. Bundesliga auf.
Zur Winterpause der Spielzeit 2015/16 wechselte Mauersberger zum Ligakonkurrenten TSV 1860 München, wo er einen Vertrag bis Ende 2018 erhielt. Mit seinem Tor zum 1:0-Sieg gegen Paderborn sicherte er den Löwen am 33. Spieltag vorzeitig den Klassenerhalt.
Mit den Münchnern hielt Mauersberger in der Drittligasaison 2018/19 nach dem Aufstieg aus der Regionalliga Bayern die Klasse, sein zum Saisonende auslaufender Vertrag wurde nicht verlängert. Danach beendete er seine aktive Karriere. Nach Abschluss der aktiven Karriere als Fußballspieler arbeitete Mauersberger im Management des Vereins und war bis Ende 2023 verantwortlich für das Marketing. Zudem schloss er im März 2020 sein Universitätsstudium mit Prädikatsexamen ab. 

### Nationalmannschaft
Für den DFB bestritt er mit der U20-Nationalmannschaft drei Länderspiele. Sein Debüt gab er am 8. Dezember 2004 mit der Einwechslung zur zweiten Halbzeit für Michael Stegmayer beim 0:0-Unentschieden gegen die Auswahl Italiens im Rahmen einer internationalen Spielrunde. Der 1:0-Sieg am 23. März 2005 gegen die Auswahl Österreichs und das 2:2-Unentschieden am 13. April 2005 gegen die Auswahl der Schweiz waren seine letzten beiden Spiele im Nationaltrikot.

## Erfolge
- Deutscher B-Juniorenmeister 2001 (mit dem FC Bayern München)
- Deutscher A-Juniorenmeister 2004 (mit dem FC Bayern München)
- Meister der 3. Liga 2013 und Aufstieg in die 2. Bundesliga (mit dem Karlsruher SC)
- Aufstieg in die 3. Liga 2018 mit 1860 München